# Костромской отряд
Костромской отряд (первоначальное наименование «Костромской отряд против Каледина», затем 1-й Костромской военно-революционный отряд) имел штатный состав 800 человек — 8 рот (в роте 3 взвода, во взводе 3 отделения), укомплектованный на добровольной основе. Численность при отправке в зону боевых действий составила около 600 человек в составе 7 рот.

## История
Отряд был сформирован в середине декабря 1917 года решением местных органов советской власти по просьбе штаба Московского военного округа. Для формирования отряда оттуда был прислан, возглавивший отряд, помощник комиссара штаба МВО С. М. Пугачевский. В результате его усилий, 16 декабря был отдан первый приказ по отряду, причём для окончательного формирования отряда и отправки на фронт[какой?] был установлен срок всего лишь два дня, то есть 18 декабря 1917 года.
В отряд записались, в основном, солдаты, служившие в кадрах дислоцированных в Костроме 202-го запасного пехотного полка и 670-й Костромской пешей дружины Государственного ополчения.

## Униформа
В связи с тем, что отряд формировался в спешке, бойцы плохо знали как друг друга, так и своих командиров. Это отрицательно сказывалось на дисциплине. Поэтому командование приняло решение ввести в отряде знаки различия по должностям. В приказе по отряду № 2 от 18 декабря 1917 года был параграф 11, в котором было сказано:
Для скорейшего опознавания лицам штаба отряда носить красную повязку на левом рукаве. Командирам рот нашить на левом рукаве выше локтя треугольник из красной ленты. Командирам взводов нашить также на левом рукаве две ленты красного цвета шириною ½ дюйма (1,25 см) и длиной 2 дюйма (5,1 см). Командирам отделений по одной ленте в том же размере.
Для реализации этого приказа в тот же день у галантерейщика Я. Мирера было закуплено 25 аршин красной тесьмы, что подтверждается сохранившимся в делах отряда счётом. Данные знаки различия в настоящее время считаются первыми известными знаками различия советских вооружённых сил.

## Участие в боях
Отряд был отправлен в Луганск, куда прибыл 28 декабря. 30 декабря он вступил в бой с противниками советской власти, обороняя станцию «Дебальцево». Затем было взятие Новочеркасска. После перехода Украинской Центральной рады на сторону Центральных держав отряд сражался с немцами под Полтавой. Понеся тяжёлые потери, отряд, вместе с другими красными частями, отступил к Царицыну, где был расформирован в конце мая 1918 года.